# Jewgienij Kobyliński

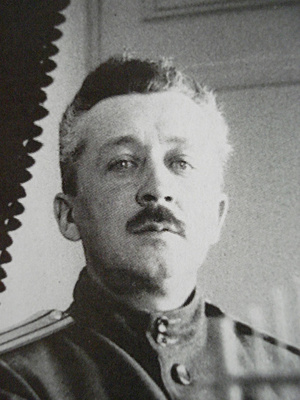

Jewgienij Kobyliński (ros. Евгений Степанович Кобылинский, ur. 29 września/ 11 października 1875 w Kijowie, zm. w 1927 w Moskwie) – rosyjski pułkownik. Sprawował osobisty nadzór nad rodziną cara Mikołaja II Romanowa podczas jej pobytu w areszcie domowym w Carskim Siole i Tobolsku. Był bardzo dobrze postrzegany przez Mikołaja, określał go nawet jako "zacny komendant Kobyliński"

## Literatura
- Shaw McNeal, Ocalić cara Mikołaja II, Świat Książki, Warszawa 2004.